# Biokovinina
Biokovinina es un suborden de foraminíferos del orden Loftusiida que agrupa taxones tradicionalmente incluidos en el suborden Textulariina del orden Textulariida. Su rango cronoestratigráfico abarca desde el Triásico hasta la Actualidad.

## Clasificación
Biokovinina incluye a las siguientes superfamilias:
- Superfamilia Coscinophragmatoidea
- Superfamilia Biokovinoidea